# Присово
При́сово (болг. Присово) — село у Великотирновській області Болгарії. Входить до складу общини Велико-Тирново.

## Населення
За даними перепису населення 2011 року у селі проживали 823 особи.
Національний склад населення села:
| Національність   | Кількість осіб | Відсоток |
| ---------------- | -------------- | -------- |
| болгари          | 741            | 98,0%    |
| турки            | 11             | 1,5%     |
| Всього відповіли | 756            |          |

Розподіл населення за віком у 2011 році:
Динаміка населення: